# Movimiento Progresista de Anguila
El Movimiento Progresista de Anguila es un partido político en Anguila. Anteriormente llamado Movimiento Unido de Anguila se renombró en 2019 junto con nuevos líderes y colores.

## Resultados electorales
| Año  | Votos | %    | Escaños | +/– | Posición |
| ---- | ----- | ---- | ------- | --- | -------- |
| 1976 |       |      | 6/7     | 6   | 1.º      |
| 1980 |       |      | 6/7     | 0   | 1.º      |
| 1981 |       |      | 6/7     | 0   | 1.º      |
| 1984 |       | 41.7 | 2/7     | 4   | 2.º      |
| 1989 | 824   | 22.3 | 2/7     | 0   | 2.º      |
| 1994 | 540   | 12.4 | 2/7     | 0   | 2.º      |
| 1999 | 704   | 14.7 | 2/7     | 0   | 2.º      |
| 2000 | 596   | 12.5 | 2/7     | 0   | 2.º      |
| 2005 | 1,088 | 19.5 | 1/7     | 1   | 3.º      |
| 2010 | 2,308 | 32.7 | 4/7     | 3   | 1.º      |
| 2015 | 3,039 | 38.3 | 0/7     | 4   | 2.º      |
| 2020 |       |      | 7/11    | 7   | 1.º      |